# Keiya Shiihashi
Keiya Shiihashi (椎橋 慧也 Shiihashi Keiya?), född 20 juni 1997 i Chiba prefektur, är en japansk fotbollsspelare.
Shiihashi började sin karriär 2016 i Vegalta Sendai.